# Békéscsaba Raptors 2013
Questa voce raccoglie le informazioni riguardanti i Békéscsaba Raptors nelle competizioni ufficiali della stagione 2013.

## Divízió I 2013

### Stagione regolare
| 23 marzo 2013 1ª giornata | Békéscsaba Raptors | 20 – 24 | Budapest Titans |  |

| 14 aprile 2013 3ª giornata | Szolnok Soldiers | 12 – 44 | Békéscsaba Raptors |  |

| 28 aprile 2013 4ª giornata | Békéscsaba Raptors | 13 – 42 | Budapest Cowboys |  |

| 18 maggio 2013 7ª giornata | Jászberény Wolverines | 0 – 55 | Békéscsaba Raptors |  |

| 1º giugno 2013 9ª giornata | Eger Heroes | 24 – 31 | Békéscsaba Raptors |  |

| 15 giugno 2013 11ª giornata | Békéscsaba Raptors | 35 – 18 | Miskolc Steelers |  |

### Playoff
| 23 giugno 2013 Wild Card | Békéscsaba Raptors | 21 – 14 | Budapest Titans |  |

| 29 giugno 2013 Semifinale | Dunaújváros Gorillaz | 43 – 0 | Békéscsaba Raptors |  |

## Statistiche di squadra
| Competizione      | %Vittorie | In casa | In casa | In casa | In casa | In casa | In casa | In trasferta | In trasferta | In trasferta | In trasferta | In trasferta | In trasferta | Totale | Totale | Totale | Totale | Totale | Totale |
| Competizione      | %Vittorie | G       | V       | N       | P       | Pf      | Ps      | G            | V            | N            | P            | Pf           | Ps           | G      | V      | N      | P      | Pf     | Ps     |
| ----------------- | --------- | ------- | ------- | ------- | ------- | ------- | ------- | ------------ | ------------ | ------------ | ------------ | ------------ | ------------ | ------ | ------ | ------ | ------ | ------ | ------ |
| Stagione regolare | .667      | 3       | 1       | 0       | 2       | 68      | 84      | 3            | 3            | 0            | 0            | 130          | 36           | 6      | 4      | 0      | 2      | 198    | 120    |
| Playoff           | .500      | 1       | 1       | 0       | 0       | 21      | 14      | 1            | 0            | 0            | 1            | 0            | 43           | 2      | 1      | 0      | 1      | 21     | 57     |
| Totale            | .625      | 4       | 2       | 0       | 2       | 89      | 98      | 4            | 3            | 0            | 1            | 130          | 79           | 8      | 5      | 0      | 3      | 219    | 177    |